# El calvario (novela)
El Calvario (Le Calvaire) es la primera novela del escritor francés Octave Mirbeau, publicada en noviembre de 1886.

## Argumento
En este relato, Mirbeau novela su relación amorosa y destructora con una mujer venal, Judith Vimmer, llamada Juliette Roux en la novela. Es la historia de un hombre honrado y rico, pero que se ha vuelto débil después del traumatismo de la guerra de 1870.
Jean Mintié, el antihéroe, es un escritor que ya no es capaz de escribir y desciende paso a paso hasta la villanía por su degradante amor, sobreponiéndose a todo, a la dignidad y a la razón. Cuando toma conciencia del resultado negativo del balance de su vida de "fracasado", intenta recuperar las fuerzas en el fondo de Bretaña. Pero Juliette, su amante, viene a buscarlo... ¡y sigue el calvario de Mintié! Al final, huye lejos de París, vestido como un obrero.

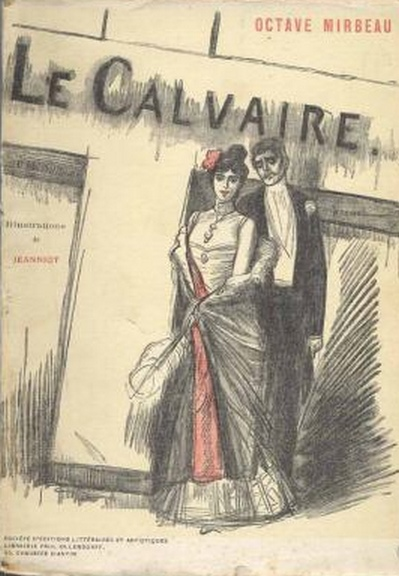
Le Calvaire, ilustración de Georges Jeanniot, 1901.

## Comentarios
Las influencias literarias más importantes son las de León Tolstói, Edgar Poe y Fiódor Dostoyevski.

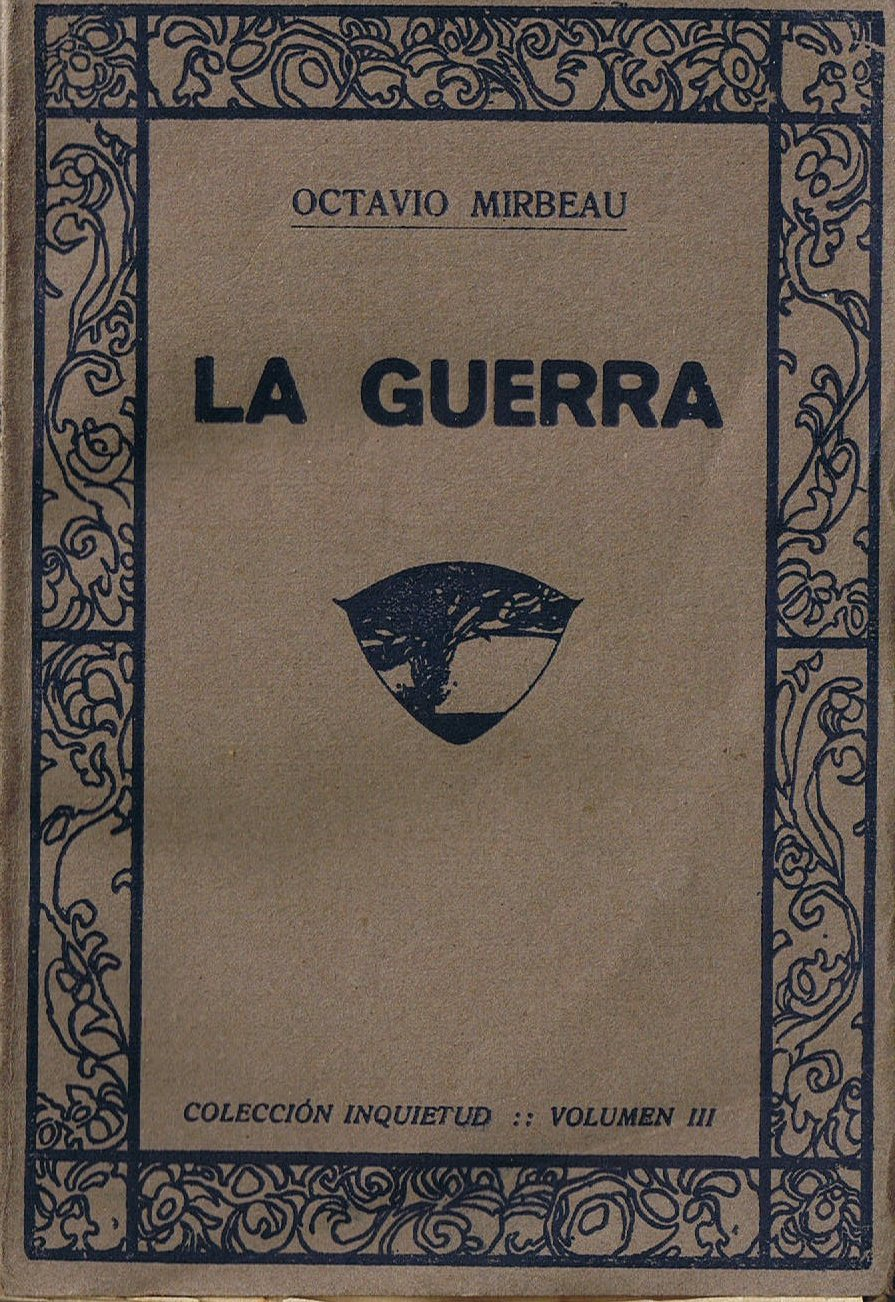
Portada del capítulo II, La Guerra.

El capítulo II, sobre la guerra, provocó un gran escándalo, debido a la desmitificación de la guerra, del ejército francés y de la patria. 

## Traducciones
- El Calvario, Madrid, Ocaña y Compañía, s. d., [1889], 255 páginas. Traducción de D. Cayetano de Torre-Muñoz.
- El Calvario, Barcelona, Publicaciones Mundial, « Biblioteca social », s. d. [hacia 1920 ?], 256 páginas (OCLC:55462234).
- El Calvario, Valencia, Biblioteca de Estudios, s. d. [hacia 1930 ?], 216 páginas.
- La Guerra (capítulo II), Editorial Moderna, 1922, 128 páginas.